# Louis Bolk

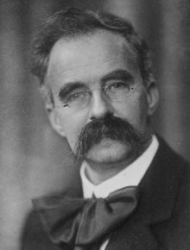
Louis Bolk

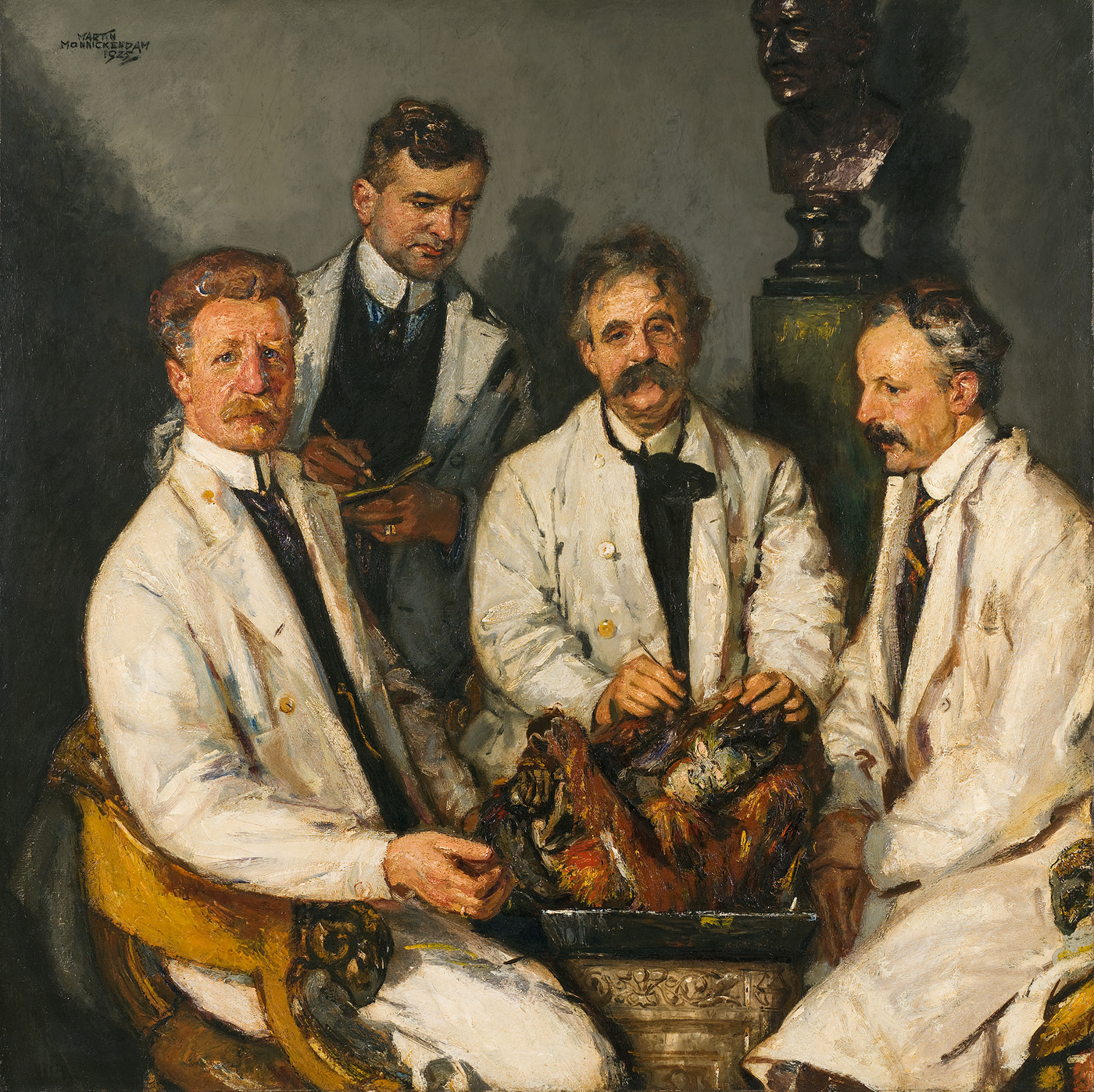
Anatomiestunde, links sitzend Jan Boeke, Mitte Louis Bolk und rechts Arnoldus Johannes Petrus van den Broek. Links steht Johannes Antonius James Barge, Werk (1925) von Martin Monnickendam

Louis (Lodewijk) Bolk (* 10. Dezember 1866 in Overschie; † 17. Juni 1930 in Amsterdam) war ein niederländischer Mediziner und Anatom. 

## Leben und Wirken
1898, zwei Jahre nach Abschluss seines Studiums, wurde Louis Bolk zum Professor für Anatomie an der Universität Amsterdam berufen. 
Wesentliche Arbeiten von ihm konzentrierten sich auf die Evolution des Menschen. Er ist der Urheber der später von Adolf Portmann aufgegriffenen Retardations- und Fötalisationstheorie, welche den Menschen im Verhältnis zu den übrigen Primaten als in wesentlichen anatomischen Merkmalen zurückgehalten, retardiert, versteht. 
Ein prominentes Beispiel für diese Form der Neotenie ist das morphologische Verhältnis des Menschenschädels zum jungen bzw. zum adulten Schimpansenschädel, ein anderes Beispiel ist das Muster der Körperbehaarung.
Seit 1903 war er Mitglied der Königlich Niederländischen Akademie der Wissenschaften.

## Ehrung
Nach Louis Bolk ist das Louis Bolk Instituut, ein privates naturwissenschaftliches Forschungsinstitut in den Niederlanden, benannt.

## Werke (Auszug)
- Über Lagerung, Verschiebung und Neigung des Foramen Magnum am Schädel der Primaten, Zeitschr. Morphol. Anatom. 17 / 1915 S. 611–692.
- Das Problem der Menschwerdung, Jena 1926
- Handbuch der vergleichenden Anatomie der Wirbeltiere, L. Bolk et al., 1937

## Belege
1. ↑  Homepage des Louis Bolk Instituut

| Personendaten    | Personendaten                         |
| ---------------- | ------------------------------------- |
| NAME             | Bolk, Louis                           |
| ALTERNATIVNAMEN  | Bolk, Lodewijk                        |
| KURZBESCHREIBUNG | niederländischer Mediziner und Anatom |
| GEBURTSDATUM     | 10. Dezember 1866                     |
| GEBURTSORT       | Overschie                             |
| STERBEDATUM      | 17. Juni 1930                         |
| STERBEORT        | Amsterdam                             |